# George Hunt (remador)
George Elwood Hunt Jr. (1 de agosto de 1916 – 3 de setembro de 1999) foi um remador norte-americano que ganhou o ouro olímpico nos Jogos Olímpicos de Verão de 1936.
Nascido em Puyallup, Washington, Hunt começou a remar na Universidade de Washington. Ele remou na equipe universitária sênior da UW, que ganhou títulos nacionais da Intercollegiate Rowing Association em 1936 e 1937. Nos Jogos Olímpicos de Verão de 1936, ele ganhou a medalha de ouro no remo, na competição oito com masculino.
Formado em engenharia, Hunt serviu como Seabee no teatro do Pacífico Sul da Segunda Guerra Mundial. Ele fundou empresas de construção em Seattle e prestou consultoria na Biblioteca Burien e na Biblioteca Lemieux da Universidade de Seattle. Também trabalhou no departamento de engenharia do Porto de Seattle antes de se aposentar em 1980.